# Classificació de l'intergiro al Giro d'Itàlia
La classificació de l'intergiro al Giro d'Itàlia fou instaurada el 1989, sent una de les classificacions secundàries del Giro d'Itàlia. El càlcul de l'Intergiro era similar a la de la classificació general. En cada etapa hi havia un punt a mitja cursa en què es comptava el temps dels ciclistes en passar-hi. La suma del temps assolits per cada ciclista en les diferents etapes determinava el líder d'aquesta classificació en favor del que tenia un menor temps. El líder de la classificació de l'Intergiro era identificat amb un mallot blau.
L'Intergiro era una manera per als ciclistes que no eren velocistes ni aspiraven a la classificació general a lluitar per un mallot, com podria ser un premi de la combativitat. Amb els anys aquesta classificació va perdre interès entre els corredors i finalment es va deixar de disputar el 2005. Fabrizio Guidi, amb tres victòries, és el ciclista que més vegades l'ha guanyat.

## Palmarès
| Any  | Ciclista                       | Equip                  | Temps       | Altres mallots                                | Ref.          |
| ---- | ------------------------------ | ---------------------- | ----------- | --------------------------------------------- | ------------- |
| 1989 | Jure Pavlič (YUG)              | Carrera Jeans-Vagabond | 49h 50' 00" | -                                             | [ 5 ]         |
| 1990 | Phil Anderson (AUS)            | TVM                    | 47h 56' 08" | -                                             | [ 6 ]         |
| 1991 | Alberto Leanizbarrutia (ESP)   | CLAS-Cajastur          | 59h 34' 55" | -                                             | [ 7 ] [ 8 ]   |
| 1992 | Miguel Indurain (ESP)          | Banesto                | 57h 38' 08" | Classificació general                         | [ 9 ]         |
| 1993 | Ján Svorada (SVK)              | Lampre-Polti           | 53h 10' 33" | -                                             | [ 10 ] [ 11 ] |
| 1994 | Djamolidine Abdoujaparov (UZB) | Team Polti             | 62h 00' 39" | Classificació per punts                       | [ 12 ]        |
| 1995 | Tony Rominger (SUI)            | Mapei-GB               | 56h 04' 21" | Classificació general Classificació per punts | [ 13 ] [ 14 ] |
| 1996 | Fabrizio Guidi (ITA)           | Scrigno-Blue Storm     | 59h 36' 45" | Classificació per punts                       | [ 15 ]        |
| 1997 | Dimitri Konyshev (RUS)         | Roslotto-ZG Mobili     | 52h 48' 18" | -                                             | [ 16 ] [ 17 ] |
| 1998 | Gian Matteo Fagnini (ITA)      | Saeco-Cannondale       | 62h 32' 12" | -                                             | [ 18 ] [ 19 ] |
| 1999 | Fabrizio Guidi (ITA)           | Team Polti             | 58h 47' 30" | -                                             | [ 20 ]        |
| 2000 | Fabrizio Guidi (ITA)           | FDJ                    | 62h 50' 05" | -                                             | [ 21 ]        |
| 2001 | Massimo Strazzer (ITA)         | Mobilvetta Design      | 51h 27' 14" | Classificació per punts Combativitat          | [ 22 ]        |
| 2002 | Massimo Strazzer (ITA)         | Phonak Hearing Systems | 55h 05' 46" | Combativitat                                  | [ 23 ]        |
| 2003 | Magnus Bäckstedt (SWE)         | Team Fakta             | 50h 20' 37" | -                                             | [ 24 ]        |
| 2004 | Raffaele Illiano (ITA)         | Colombia-Selle Italie  | 49h 38' 14" | -                                             | [ 25 ] [ 26 ] |
| 2005 | Stefano Zanini (ITA)           | Quick Step-Innergetic  | 54h 37' 01" | -                                             | [ 27 ] [ 28 ] |